# Catende
Catende es un municipio brasileño del estado de Pernambuco. Catende queda a 142 km de Recife. El municipio es formado por el distrito-sede de Catende, y por los distritos de Roçadinho y Laje Grande. Tiene una población estimada al 2020 de 43.340 habitantes.

## Historia
Parte de las tierras de la región fueron donadas por el Emperador Pedro II al Senador Álvaro Barbalho Uchôa Cavalcanti. Al poco tiempo las tierras fueron siendo vendidas, originando las primeras casas de campo e ingenios de caña de azúcar. Los registros del los primeros asentamientos datan del 21 de octubre de 1863. Once años después, surge la primera feria de la localidad, lo que atrajo nuevos habitantes. Por iniciativa del capitán Levino do Rêgo Barros, el ferrocarril Estrada de Ferro do Sul e Pernambuco llegó a la región.
La ciudad de Catende surgió en torno al ingenio de azúcar llamado Milagre da Conceição. El distrito, perteneciente al municipio de Palmares, fue creado a 28 de noviembre de 1892, por la ley municipal nº 02. Fue elevado a la categoría de villa a través de ley provincial el 1 de julio de 1909.
El Municipio fue creado el 11 de septiembre de 1928, desglosándolo de Palmares y anexando parte del municipio de Bonito. Del nombre Catende existen dos teorías de su origen: de "Katendi" del africano que significa lagartija, o "Caatendi" del indígena, manto brillante o "lo que resplandece". Según algunos entendidos, esta última es la más aceptada.

### La leyenda de la mujer de la sombrilla
El primer registro de la "Lenda da Mulher da Sombrinha" es del exalcalde Renato Buarque de Macedo, quien escribió en la década de 1940 sobre la aparición de una mujer que asustó a un herrero llamado José Leandro: “... leyenda o no que se origina de una visión que se le apareció durante la noche en el pueblo, y ese era el terror de los noctámbulos y cantores, como él de José Leandro. Era la figura de una mujer vestida de blanco, con el pelo suelto que, preferentemente, caminaba por la Rua do Craveiro, hoy 15 de noviembre ”.
El historiador local Eduardo Menezes también dice que los trabajadores del último turno solían quedarse en las cercanías de Usina Catende, fabrica del lugar, alrededor de la medianoche, y que luego apareció una espléndida rubia, con una sombrilla en la mano y un vestido del siglo XVIII que pasó junto a ellos. Terminaron yendo tras ella al cementerio, completamente seducidos. Algunos dicen que amanecen solos encima de una lápida, otros que desapareció ante sus ojos frente al cementerio, y todavía hay quienes dicen que ella era, en realidad, solo una mujer que había elegido un escenario inusual y por encima de cualquier sospecha para traicionar a su marido. Fantasma o traidora, la Mujer de la sombrilla despierta la imaginación de la ciudad y hace que muchos juerguistas esperen ansiosos en la puerta del cementerio su partida, en este caso, la cuadra que lleva su nombre.
Por medio de la Ley 13.840 del 14 de agosto de 2014, la leyenda pasó a ser Patrimonio Cultural Inmaterial del Estado de Pernambuco.